# 田結穣
田結 穣（たゆい みのる, 1890年（明治23年）1月20日 - 1977年（昭和52年）6月28日）は、日本の海軍軍人。海兵39期次席・海大23期首席。最終階級は海軍中将。

## 略歴
岐阜県安八郡大垣町（現大垣市）出身。岐阜県立大垣中学校（現：岐阜県立大垣北高等学校）を卒業後に第一高等学校に進んだが中退し、海軍兵学校に入校した（兵39期）。入校席次は11位／150名、卒業席次は次席／149名で恩賜の短剣を拝受。
田結は艦船勤務を経てイギリス駐在となるが、主要国への駐在任務は海軍大学校甲種学生を卒業後に行われるのが慣例で、井上成美などの例はあるものの、異例の人事であった。

帰国後、海大23期を首席／22名で卒業して恩賜の軍刀を拝受。
1933年（昭和8年）に軍令部第1部部員（甲部員）に補された。甲部員は第1部長直属部員とも呼ばれ、太平洋戦争指導は該職が行ったが、甲部員制度自体が海軍部内ですら極秘の存在のため、現在に至るも殆ど該内容の解明がなされていない。日本海軍研究の空白が生じる部門の1つである。甲部員について証言を残した者は、大野竹二と大井篤だけだったと言って過言では無い。
田結は、1945年（昭和20年）の敗戦によって同年11月に海軍官制が廃止されるまで現役であった。
1947年（昭和22年）11月28日、公職追放仮指定を受けた。

## 親族
長男の田結保は兵71期を首席で卒業し、重巡「筑摩」分隊長としてレイテ沖海戦で戦死した（最終階級は海軍大尉）。
2人の娘は、それぞれ佐々木富二男（兵59期、戦死、最終階級は海軍中佐）と永井昇（兵59期、最終階級は海軍中佐）に嫁いだ。

## 年譜
※ 本節の出典は、特記あるものを除き、秦 2005, pp. 223–224, 第1部 主要陸海軍人の履歴：海軍：田結穣。
- 1890年（明治23年）1月20日 - 岐阜県安八郡大垣町（現：大垣市）生。大垣中学を卒業して第一高等学校に進んだが、中退
- 1908年（明治41年）9月 - 海軍兵学校入校 入校成績は150名中第11位
- 1910年（明治43年）7月 - 成績優等章受章
- 1911年（明治44年）7月 - 海軍兵学校卒業（兵39期） 卒業成績は149名中第2位・命 海軍少尉候補生・2等巡洋艦「宗谷」乗組
  - 11月 - 練習艦隊遠洋航海（豪州方面）出発
- 1912年（明治45年）3月 - 帰着
  - 3月 - 戦艦「三笠」乗組
  - 12月 - 任 海軍少尉
- 1913年（大正2年）5月 - 装甲巡洋艦「吾妻」乗組 少尉候補生指導官附
- 1914年（大正3年）4月 - 練習艦隊遠洋航海（北米方面）出発
  - 8月 - 帰着
  - 9月 - 巡洋戦艦「鞍馬」乗組
  - 12月 - 海軍中尉に進級
- 1915年（大正4年）12月 - 海軍砲術学校普通科学生
- 1916年（大正5年）6月 - 海軍水雷学校普通科学生
  - 12月1日 - 戦艦「山城」乗組
- 1917年（大正6年）10月 - 戦艦「山城」分隊長心得
  - 12月1日 - 海軍大尉に進級・海軍大学校乙種学生
- 1918年（大正7年）4月 - 海軍大学校専修学生（航海科士官の高等科課程。優等で卒業）
  - 12月 - 工作艦「関東」航海長
- 1919年（大正8年）4月 - イギリス駐在
- 1922年（大正11年）1月 - 帰朝
  - 4月 - 軽巡洋艦「矢矧」航海長
- 1923年（大正12年）5月 - 海軍軍令部出仕（海軍軍令部第3班第5課勤務）
  - 12月1日 - 海軍少佐に進級・海軍大学校甲種学生（第23期）
- 1925年（大正14年）11月 - 海軍大学校甲種学生（第23期）卒業 卒業成績順位22名中首席
  - 12月 - 竹下勇海軍大将（軍事参議官） 副官
- 1926年（大正15年）6月 - 海軍省大臣官房副官 兼 海軍大臣秘書官
- 1927年（昭和2年）12月 - 海軍中佐に進級・第3戦隊参謀
- 1928年（昭和3年）10月 - 海軍省軍務局第1課局員
- 1931年（昭和6年）12月 - 海軍大佐に進級・特務艦「襟裳」艦長
- 1932年（昭和7年）11月 - 軽巡洋艦「天龍」艦長
- 1933年（昭和8年）11月 - 海軍軍令部第1部部員
- 1934年（昭和9年）11月 - 海軍省大臣官房先任副官[3]
- 1936年（昭和11年）12月 - 戦艦「日向」艦長
- 1937年（昭和12年）12月 - 海軍少将に進級・横須賀鎮守府参謀長
- 1938年（昭和13年）2月 - 第5戦隊参謀長
- 1939年（昭和14年）1月 - 在満洲国日本大使館附武官
  - 11月 - 第6戦隊司令官
- 1940年（昭和15年）11月 - 海軍航海学校長
- 1941年（昭和16年）10月 - 海軍中将に進級
- 1942年（昭和17年）3月 - 支那方面艦隊参謀長
- 1943年（昭和18年）9月 - 第1南遣艦隊司令長官に親補される
- 1944年（昭和19年）12月 - 勲一等瑞宝章受章
- 1945年（昭和20年）1月 - 軍令部出仕
  - 3月 - 舞鶴鎮守府司令長官に親補される
  - 7月 - 兼 第1護衛艦隊司令長官
  - 11月 - 海軍官制廃止により予備役編入
- 1977年（昭和52年）6月28日 - 死去（満87歳没）